# 1 Batalion Strzelców (II RP)
1 Batalion Strzelców (1 bs) – oddział piechoty Wojska Polskiego II RP.
Batalion został sformowany zimą 1926 roku, w garnizonie Chojnice, w składzie 8 Samodzielnej Brygady Kawalerii.
4 kwietnia 1927 roku w Toruniu zostali rozstrzelani porucznicy: Paweł Piontek i Kazimierz Urbaniak (zobacz afera szpiegowska poruczników Piontka i Urbaniaka).
W marcu 1929 roku, po likwidacji 8 SBK, batalion został włączony w skład 15 Wielkopolskiej Dywizji Piechoty.

## Obsada personalna
Dowódcy batalionu
- kpt. Adam Różański (p.o. 1 III – VIII 1926)
- ppłk Witold Komierowski (VIII 1926 – V 1927[1])
- ppłk dypl. SG Gwido Kawiński (1 VI 1927 – 16 VII 1929[2])
- mjr dypl. Alfred Fleszar (17 VII 1929[3] – 14 X 1931)
- mjr dypl. Mieczysław Karol Dobrzański (15 X 1931[4] – 24 IV 1934)
- mjr dypl. Jan Wojciech Maksymilian Radoliński (25 IV – 20 XI 1934)
- mjr dypl. Jan Zygmunt Berek (21 XI 1934 – X 1936)
- ppłk piech. Gustaw Zacny (X 1936 – IX 1939)

inni żołnierze batalionu
- mjr piech. Marian Aleksander Jankowski
- kpt. piech. Aleksander Janisz
- por. piech. Józef Gruss
- Wiktor Żywicki

### Obsada personalna w 1939 roku
Obsada personalna i struktura organizacyjna w marcu 1939 roku:
Dowództwo, kwatermistrzostwo i pododdziały specjalne
- dowódca batalionu – ppłk Gustaw Zacny
- I zastępca dowódcy – mjr Antoni Krzesiński
- adiutant – kpt. Waldemar Klemens Glock
- lekarz – por. lek. Zygmunt Trepiak
- II zastępca dowódcy (kwatermistrz) – kpt. Julian Richter
- oficer mobilizacyjny – p.o. kpt. Feliks Bolesław Witkowski[b] *
- zastępca oficera mobilizacyjnego – kpt. adm. Kazimierz Mieczysław Walewski
- oficer administracyjno-materiałowy – kpt. Janusz Żebrowski
- oficer gospodarczy – por. int. Józef Stefan Nowacki
- oficer żywnościowy – chor. Tomasz Makowski
- dowódca kompanii gospodarczej i oficer taborowy – kpt. tab. Stanisław Irzyk
- dowódca plutonu łączności – por. Zygmunt Józef Żyburt-Żyburtowicz
- dowódca plutonu pionierów – vacat
- dowódca plutonu ppanc. – por. Zygmunt Rybakiewicz (*)[b]
- dowódca oddziału zwiadu – ppor. piech. Józef Trzoska
- dowódca 1 kompanii – por. Piotr Oczkowski
- dowódca plutonu – por. Stefan Jakóbowski
- dowódca 2 kompanii – por. Józef Hassa
- dowódca plutonu – ppor. Marian Skubała
- dowódca plutonu – ppor. Anatoliusz Wasilewski
- dowódca 3 kompanii – kpt. Feliks Bolesław Witkowski (*)[b]
- dowódca plutonu – ppor. Stanisław Bolesław Borkowski
- dowódca kompanii km – por. Zygmunt Rybakiewicz (*)[b]
- dowódca plutonu – ppor. Sławomir Sawicki
- na kursie – kpt. Kazimierz I Romanowski

| Obsada personalna we wrześniu 1939 | Obsada personalna we wrześniu 1939      | Obsada personalna we wrześniu 1939 |
| Stanowisko etatowe                 | Stopień, imię i nazwisko                | Uwagi                              |
| ---------------------------------- | --------------------------------------- | ---------------------------------- |
| dowódca batalionu                  | ppłk Gustaw Zacny                       |                                    |
| adiutant                           | kpt. Waldemar Klemens Glock             | niemiecka niewola                  |
| kwatermistrz                       | kpt. Julian Richter                     |                                    |
| płatnik                            | kpt. rez. Józef Dziurzyński             |                                    |
| lekarz                             | kpt. lek. rez. Franciszek Henryk Gesing |                                    |
| dowódca 1 kompanii                 | kpt. Kazimierz Juliusz Sochanik         | niemiecka niewola                  |
| dowódca 2 kompanii                 | por. Józef Hassa                        | niemiecka niewola                  |
| dowódca 3 kompanii                 | kpt. Feliks Bolesław Witkowski          | niemiecka niewola                  |
| dowódca kompanii ckm               | kpt. Walerian Teodor Poniatowski        |                                    |
| pododdziały specjalne              |                                         |                                    |
| dowódca plutonu łączności          | por. Zygmunt Józef Żyburt-Żyburtowicz   | niemiecka niewola                  |
| dowódca plutonu ppanc.             | por. Zygmunt Rybakiewicz                |                                    |
| dowódca plutonu zwiadu             | ppor. Józef Trzoska                     |                                    |
| dowódca plutonu pionierów          | NN                                      |                                    |

## Odznaka pamiątkowa batalionu
22 października 1932 roku Minister Spraw Wojskowych zatwierdził wzór i regulamin odznaki pamiątkowej 1 batalionu strzelców. Odznaka o wymiarach 42 x 30 mm ma kształt srebrzystej ośmiobocznej tarczy z wizerunkiem krzyża o ramionach pokrytych granatową i zieloną emalią. Na ramionach wpisano numer i inicjały „1 BS” i herb województwa pomorskiego. Środek wypełnia tarcza strzelecka z wizerunkiem srebrnego orła na czerwonym tle. Na polach między ramionami krzyża skrzyżowane karabiny i dwie lufy karabinów maszynowych. Dwuczęściowa – oficerska, wykonana w srebrze i emaliowana. Wykonanie: Wiktor Gontarczyk – Warszawa.